# Madonna della Pace
Madonna della Pace is een plaats (frazione) in de Italiaanse gemeente Agosta.